# Arterias centrales anterolaterales
Las arterias centrales anterolaterales, también conocidas como arterias talamoestriadas anterolaterales o arterias lentículo-estriadas (anterolateral thalamostriae arteriae, arteriae striate, NA: arteriae thalamostriatae anterolaterales, TA: arteriae centrales anterolaterales) son arterias que se originan en la porción esfenoidal de la arteria cerebral media.

## Ramas
Presentan dos juegos de ramas, uno medial y otro lateral.

## Distribución
Se distribuyen hacia los núcleos lenticulares anterior y caudal y la cápsula interna del cerebro.